# Montastruc (Tarn-et-Garonne)
Montastruc település Franciaországban, Tarn-et-Garonne megyében. Lakosainak száma 297 fő (2022. január 1.). Montastruc Lafrançaise, Piquecos és Villemade községekkel határos.

## Népesség
A település népessége az elmúlt években az alábbi módon változott:
| Lakosok száma | 319  | 337  | 329  | 311  | 298  | 295  | 292  | 291  | 297  |
|               | 2013 | 2015 | 2016 | 2017 | 2018 | 2019 | 2020 | 2021 | 2022 |